# 協同バス
株式会社協同バス（きょうどうバス）は、埼玉県行田市に本社を置くバス事業者。特定バス・貸切バス事業および、乗合バス事業として埼玉県内でコミュニティバスの運行受託も行う。2016年3月、同じグループ内で貸切バス事業やコミュニティバス受託などを行っていた協同観光バスを吸収合併した。埼玉県バス協会会員。
関連会社の株式会社協同では、天然ガス自動車（CNG車）の改造も行う。本項では株式会社協同についても記述する。

## 概要
協同グループの起こりは、1945年に協同貨物自動車株式会社を設立したことに始まる。1964年に株式会社協同を設立し、自動車整備業を開始した。1978年に株式会社協同バスを設立して特定バス事業を開始、企業送迎バス・スクールバス・福祉バスなどを運行していた。1988年に株式会社アイ小型観光バスを設立して貸切バス事業を開始、これを1993年に株式会社協同観光バスへ商号変更した。
1998年には協同観光バスに初のCNG車が導入されたが、それはフラットフィールドが改造した車両を購入したものであった。それに伴い、協同バス熊谷営業所に天然ガス充填施設（エコ・ステーション）が建設された。これを契機に、2002年には株式会社協同が自社でCNG車の改造を手掛けるようになった。また同年には乗合バス事業の規制緩和により改正道路運送法が施行され、協同観光バスが乗合バス事業に参入した。
2016年に協同バスが協同観光バスを吸収合併したことにより、特定・貸切・乗合バス事業が協同バスに一本化され、会社合併前に協同観光バスが受託していた埼玉県内のコミュニティバスは協同バスへ移管された。乗合バス事業はコミュニティバスのみであり、自社運行路線はない。
貸切バスは、日本バス協会から貸切バス事業者安全性評価認定制度の三ツ星を獲得していたが、認定期間内の交通事故により重傷者が発生したため、2019年11月29日付で同制度の取消処分を受けた。
なお、商号が類似する協同貨物自動車株式会社（本社：埼玉県秩父郡皆野町）は、武蔵観光および福島観光自動車の関連会社であり、協同グループとは無関係である。

## 事業所
- 本社：埼玉県行田市佐間1丁目20-36
  - 本社事務所、車庫（貸切 第一車庫）、観光向け営業所併設。
- 株式会社協同：埼玉県行田市佐間1丁目27-49
  - 本社の近隣に株式会社協同の事業所（大型車両対応整備工場）があり、敷地内に「株式会社協同バス／貸切 第二車庫／乗合車庫」と標識を掲げた車庫が併設されている。
- 熊谷営業所：埼玉県熊谷市佐谷田1393-1
  - 特定輸送車の車庫。天然ガススタンド併設。
- 乗合車庫・特定 第二車庫
  - 熊谷営業所の近隣（熊谷流通センター入口の交差点そば）にもう一つの車庫がある。現地入口に「株式会社協同バス／乗合車庫／特定 第二車庫」と記述された標識が掲げられている。
- 埼玉中央営業所：埼玉県桶川市加納2534-2
  - 旧協同観光バスの営業所。

## 協同グループ沿革
を元に記載

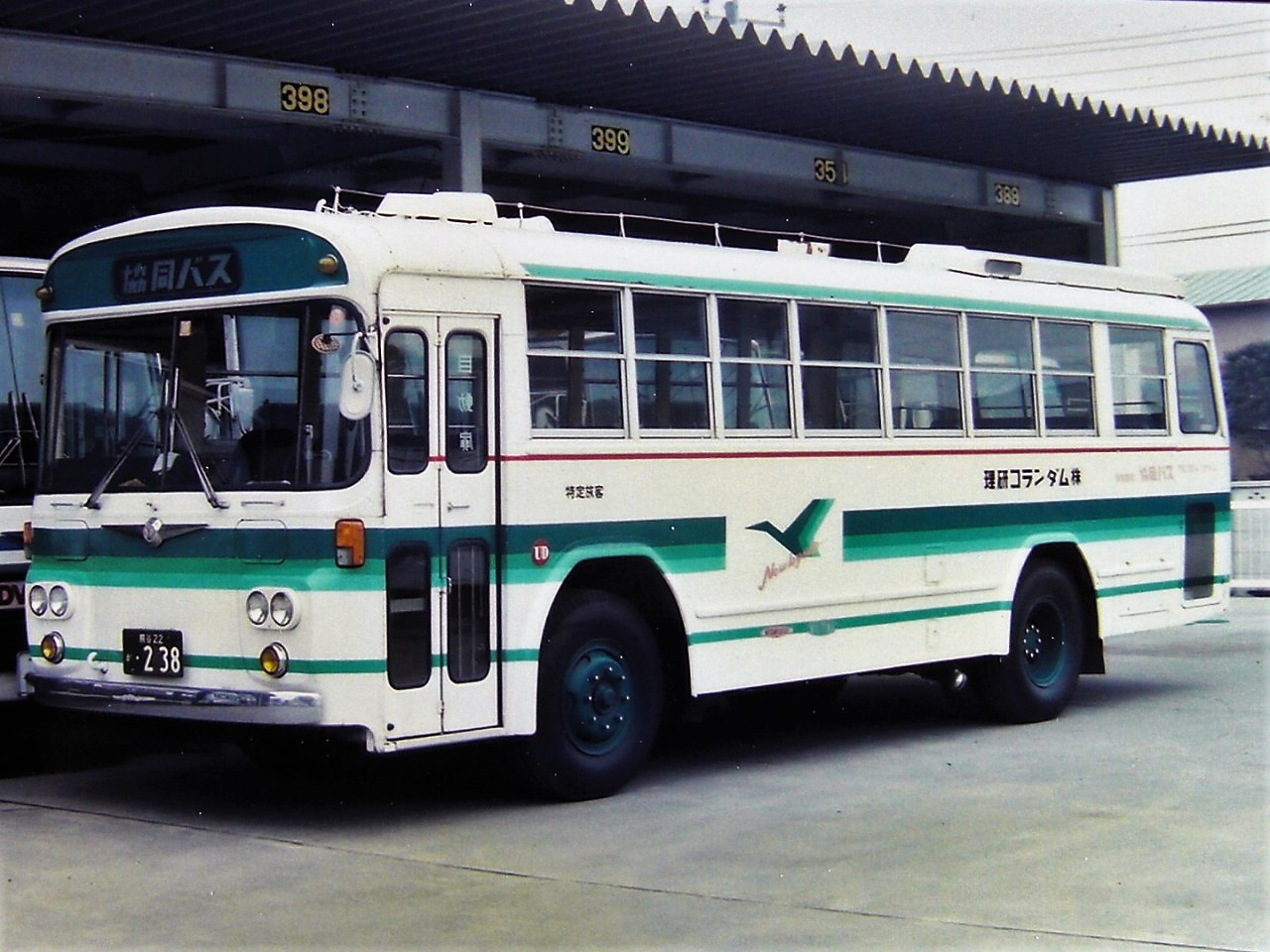
協同バスは特定バス事業者として出発した。
協同バスの特定車（理研コランダム従業員送迎バス）
日産ディーゼル・4R82
1974年式、同車種の最末期製造車（1986年撮影）

- 1945年（昭和20年）10月 - 協同貨物自動車株式会社を設立。
- 1949年（昭和24年）2月 - 協同貨物自動車行田支店を開設。
- 1964年（昭和39年）2月 - 株式会社協同を設立、自動車整備業を開始。
- 1966年（昭和41年）5月 - 大同貨物自動車株式会社を設立。
- 1978年（昭和53年）4月 - 株式会社協同バスを設立、特定旅客自動車運送事業を開始。
- 1985年（昭和60年）7月 - 株式会社協同が指定整備工場の許可を受ける。
- 1988年（昭和63年）12月 - 株式会社アイ小型観光バスを設立（1993年3月に株式会社協同観光バスへ商号変更）、一般貸切旅客自動車運送事業を開始。
- 1989年（平成元年）2月 - 協同バス熊谷営業所を開設。
- 1998年（平成10年）- フラットフィールドがバス車両のCNG改造を開始し、協同観光バスへ三菱ふそう・エアロミディMKを2台CNG改造して販売[6]。これに伴い、協同観光バス熊谷営業所にCNG充填施設（エコ・ステーション）を設置[6]。これは協同観光バスでは初のCNG車導入となる[6]。
- 2002年（平成14年）
  - 株式会社協同がCNG改造車の製造事業を開始、協同観光バスへ納入するようになる[6]。
  - 9月 - 協同観光バスが一般乗合旅客自動車運送事業の許可を受ける。
- 2009年（平成21年）4月 - 協同観光バス埼玉中央営業所を開設。
- 2016年（平成28年）3月 - 協同バスが協同観光バスを吸収合併。
- 2022年（令和4年）2月 - 株式会社協同が、自動車特定整備工場の認証を受ける。

## 運行受託

### コミュニティバス

#### 現行路線
- 熊谷市循環バス「ゆうゆうバス」
  - 1994年、協同観光バス時代に無料循環バスとして運行受託開始。
  - さくら号、ムサシトミヨ号、グライダー号、グライダーワゴン、くまぴあ号を担当。
  - グライダーワゴンは2018年10月1日運行開始、くまぴあ号は2020年9月1日運行開始。それ以外は2014年4月1日より秩父鉄道観光バスから移管。
- 久喜市内循環バス（久喜市）- 協同バスが単独受託。1994年の運行開始時は東武鉄道直営時代の東武バスが受託していた[7]。
- 上尾市内循環バス「ぐるっとくん」- 上平箕の木循環、上平菅谷北上尾線、原市瓦葺線を担当。1998年運行開始。
- 桶川市内循環バス「べにばなGO」- 東循環、東西循環内回り、東西循環外回りを担当。2000年運行開始。
- 上里町コミュニティバス「こむぎっち号」- 協同バスが単独受託。2003年運行開始。
- 伊奈町内循環バス「いなまる」- 協同バスが単独受託。

#### 過去の路線
- 行田市内循環バス（行田市）- 北東循環、東循環を担当していたが、2025年3月31日付で、当該路線の廃止により撤退[8]。
- 熊谷市星宮地域循環バス - 2023年4月10日運行開始。小学校の統合により遠隔地となった地域からの通学支援のスクールバス（こちらも協同バス受託）車両を使った日中の間合で同じ地域を循環する路線を試験運行していたが、利用者が少なく、正規運行を見送り、2025年3月下旬廃止。
- 深谷市コミュニティバス「くるリン」 -  定時定路線（2020年3月31日付で撤退）
- 川里町 町内循環バス「ひまわり号」 -  1994年川里町(当時川里村)循環バスとして運行開始。 2001年4月1日 から 予約制の「公共施設等無料巡回車」として運行形態を変更。2005年4月に利用者の減少に伴い、廃止。

### さきたまシャトルバス
- さきたまシャトルバス
  - 北鴻巣駅 - さきたま古墳公園

2009年7月4日から1年間の予定で実証運行された「さきたまシャトルバス」は、JR北鴻巣駅とさきたま古墳公園を所要時間15分で結ぶシャトルバスで、1時間に1便運行していた。
専用車両として、株式会社協同による日野・レインボーIIワンステップのCNG改造車が用意された。実証運行は行田商工会議所「さきたまシャトルバス運行実証実験協議会」が実施したが、運行開始に先立ち、2009年6月30日付『読売新聞』の記事では、協同バスの社長が行田商工会議所会長を務めていたことも報じられた。
翌2010年7月19日をもって運行終了した。

### 特定輸送
特定輸送の主な委託元は以下の通り。他にも多数の委託元がある。
学校
- 大妻嵐山中学校・高等学校

企業
- アルビオン 熊谷工場
- 富士電機 設備技術センター
- デンソーワイパシステムズ 加須工場（デンソーグループ、旧・日本ワイパーブレード[12]）

## 車両
路線車はコミュニティバス用の小型バスが在籍する。株式会社協同によるCNG改造車として、日野・リエッセ、三菱ふそう・エアロミディME、日野・ポンチョ（2代目HX系）が在籍する。

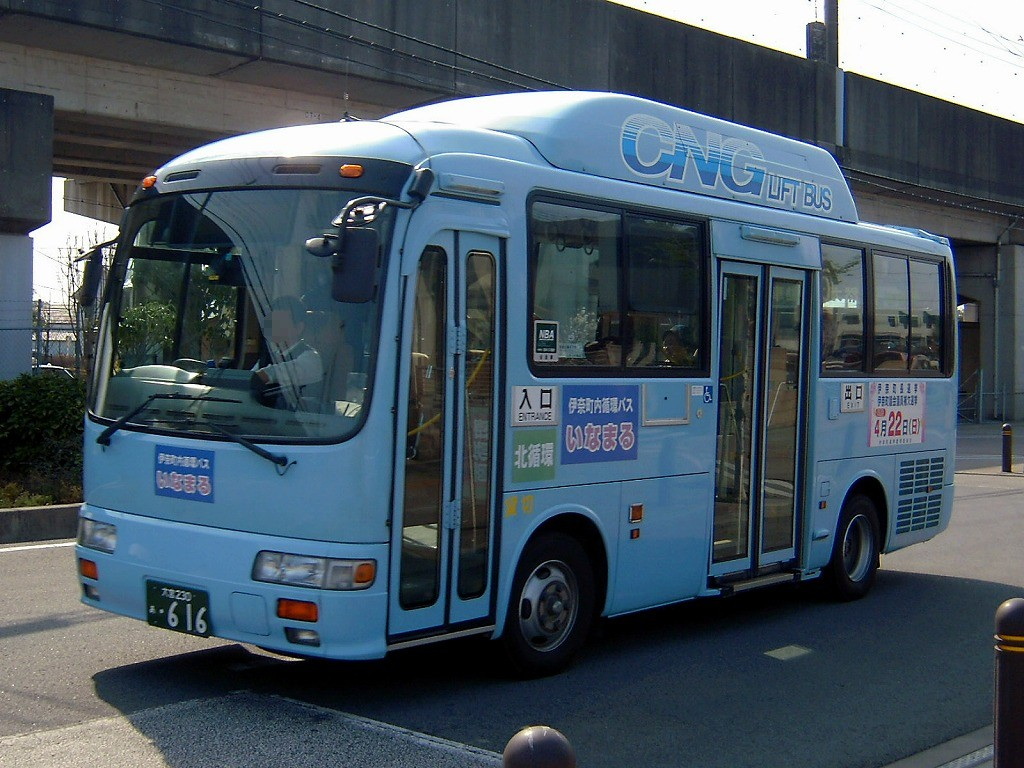
伊奈町内循環バス「いなまる」 日野・リエッセ
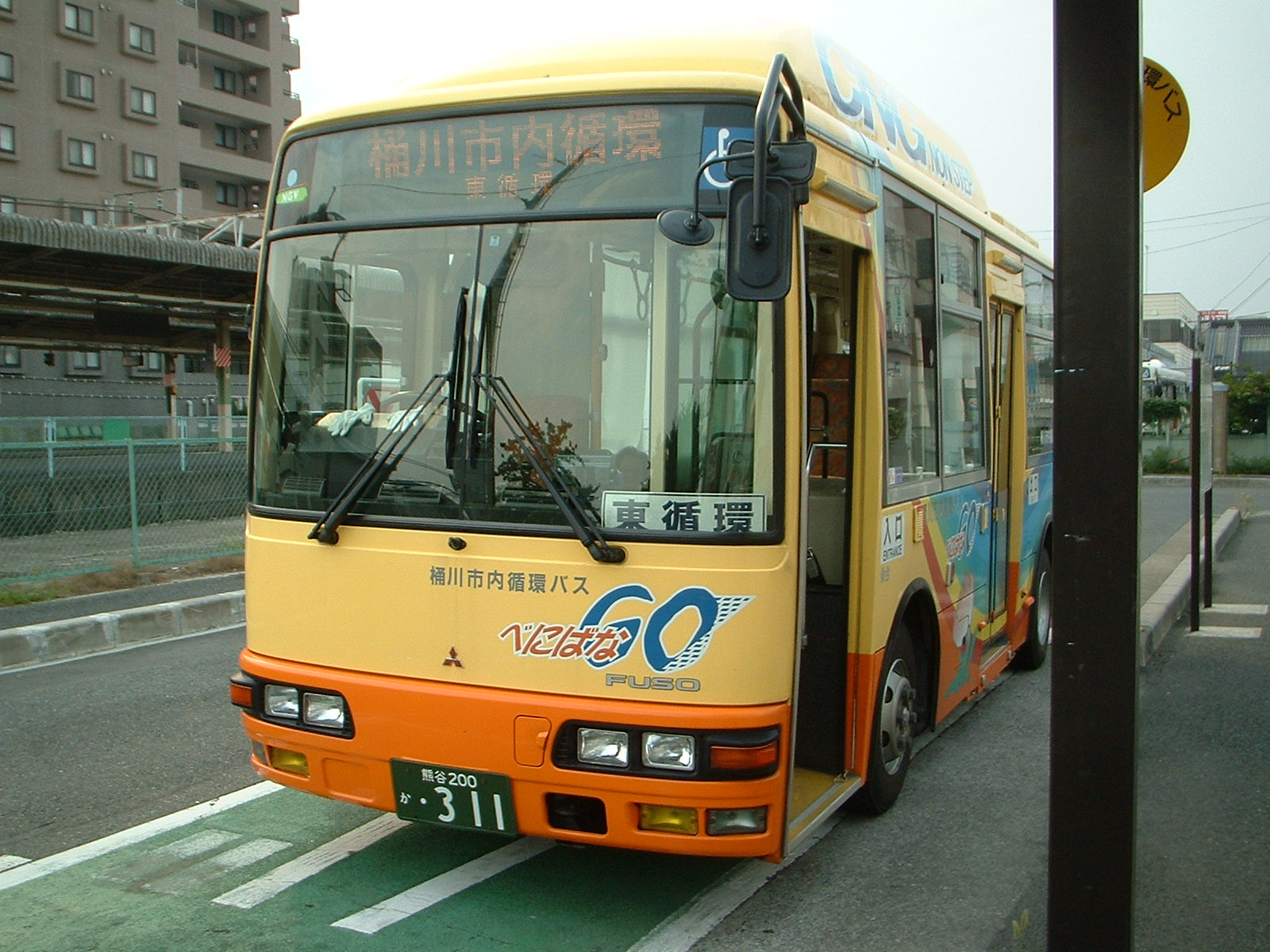
桶川市内循環バス「べにばなGO」 三菱ふそう・エアロミディME
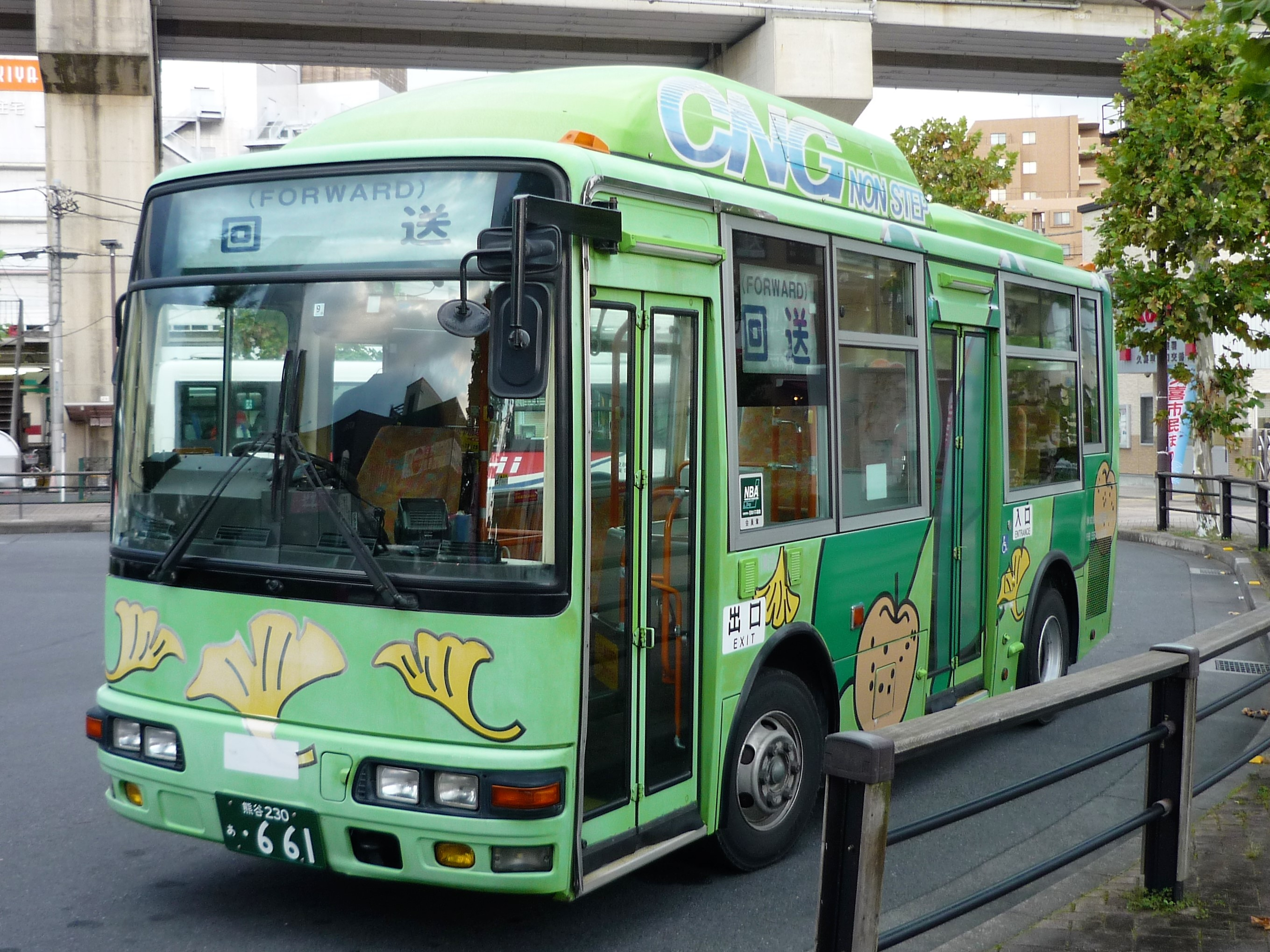
久喜市内循環バス 「イチョウ」ラッピング 三菱ふそう・エアロミディME
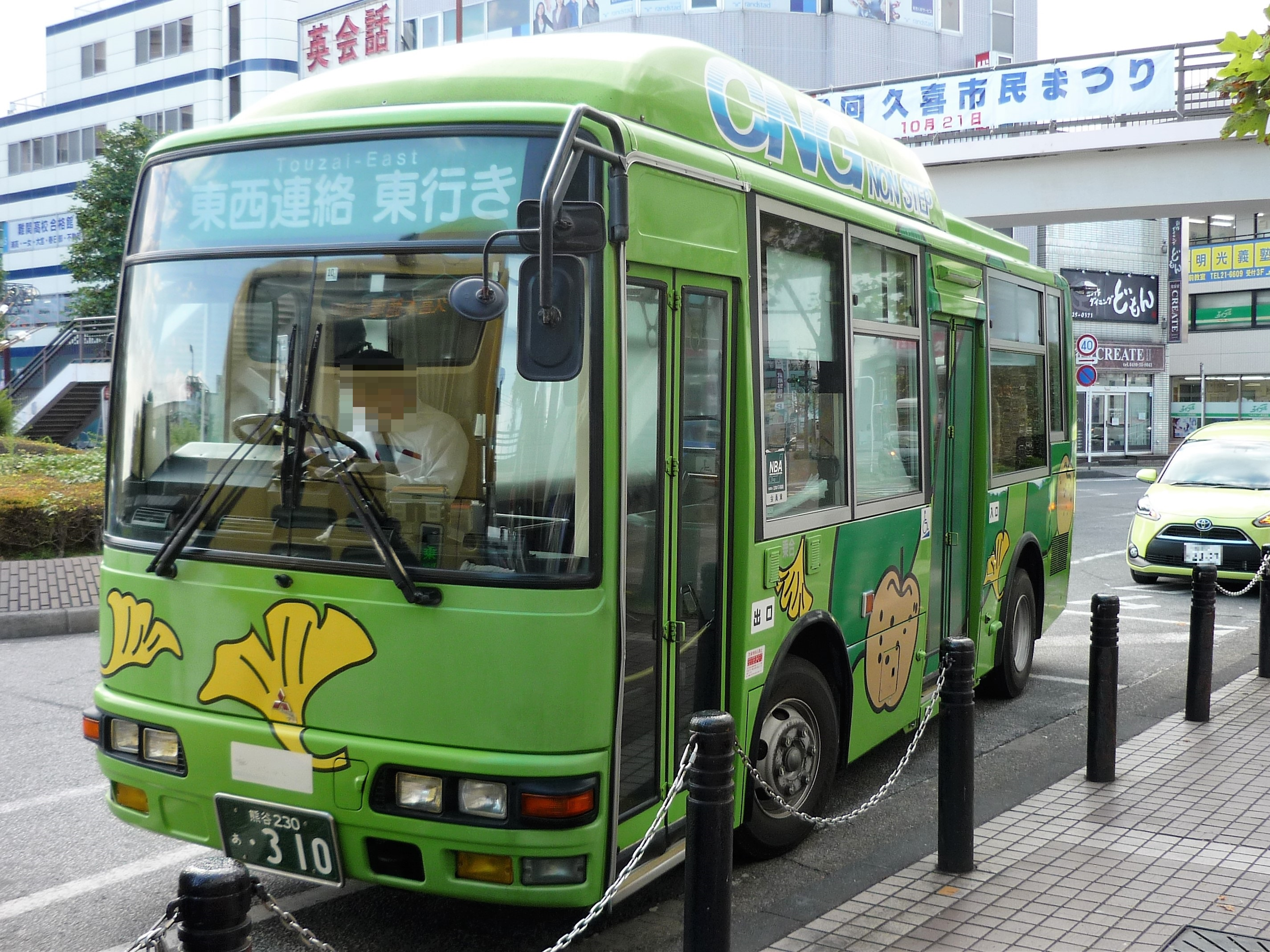
久喜市内循環バス 「イチョウ」ラッピング 三菱ふそう・エアロミディME
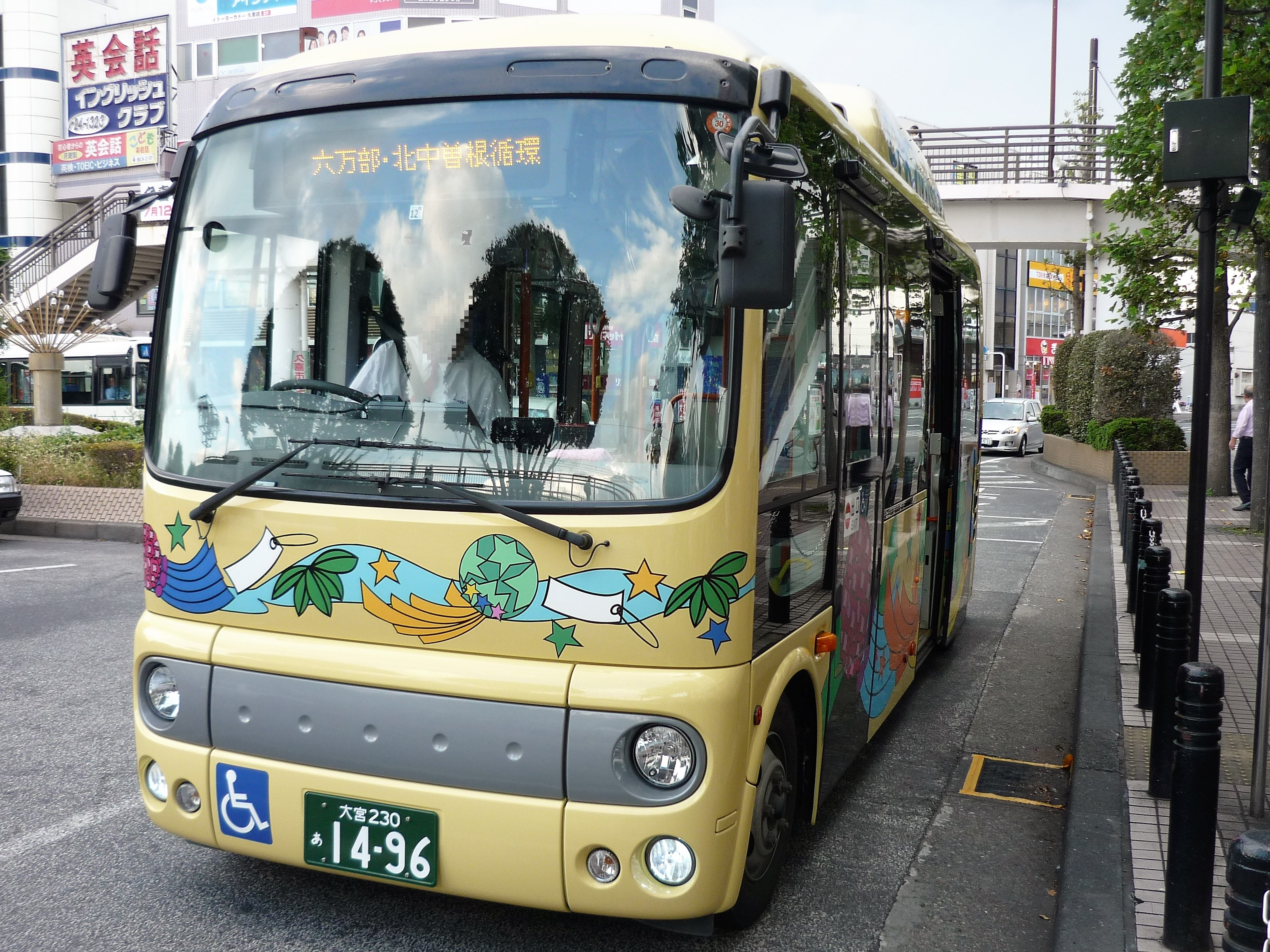
久喜市内循環バス 「まつり」ラッピング 日野・ポンチョ
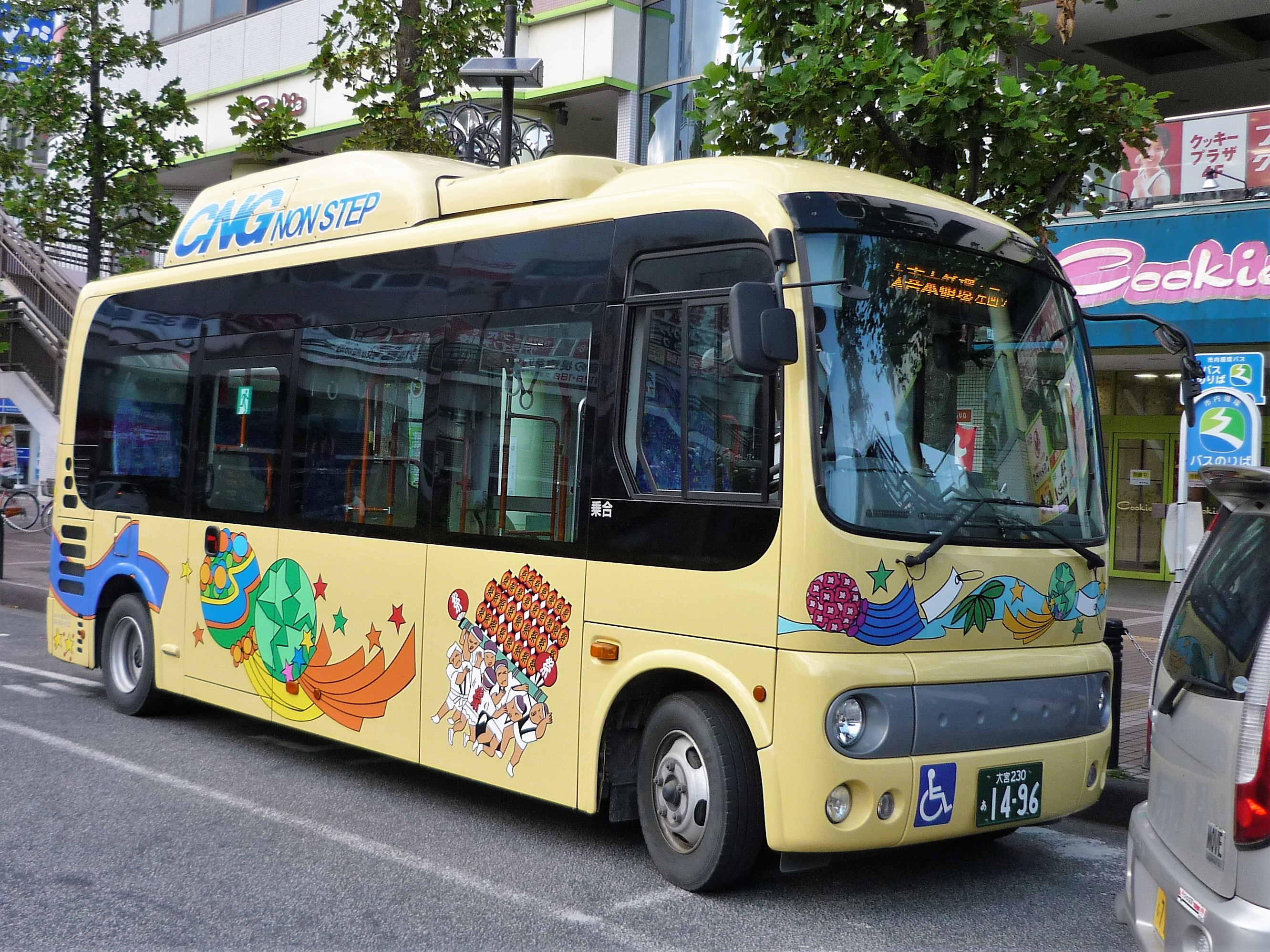
久喜市内循環バス 「まつり」ラッピング 日野・ポンチョ
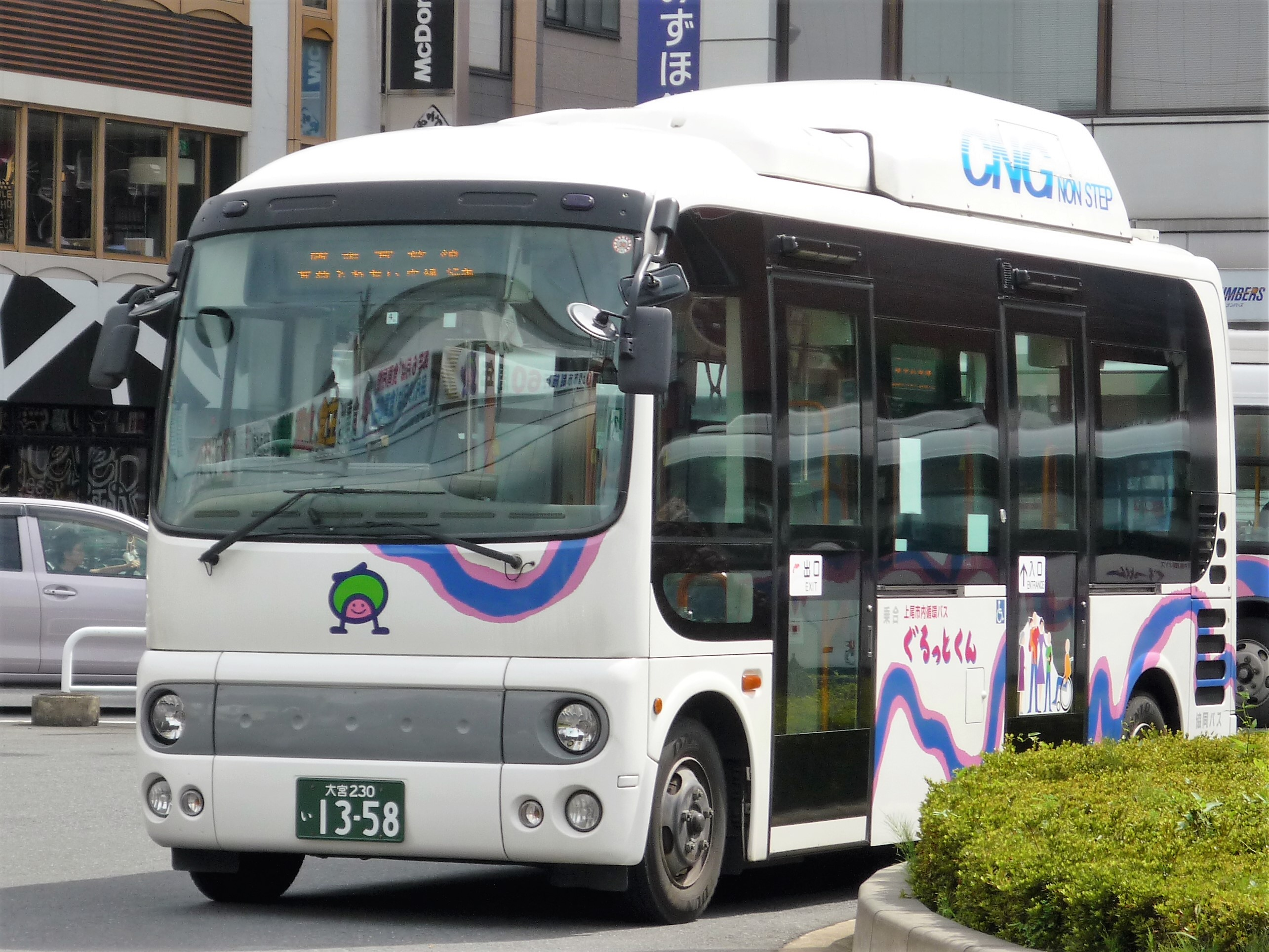
上尾市内循環バス「ぐるっとくん」 日野・ポンチョ
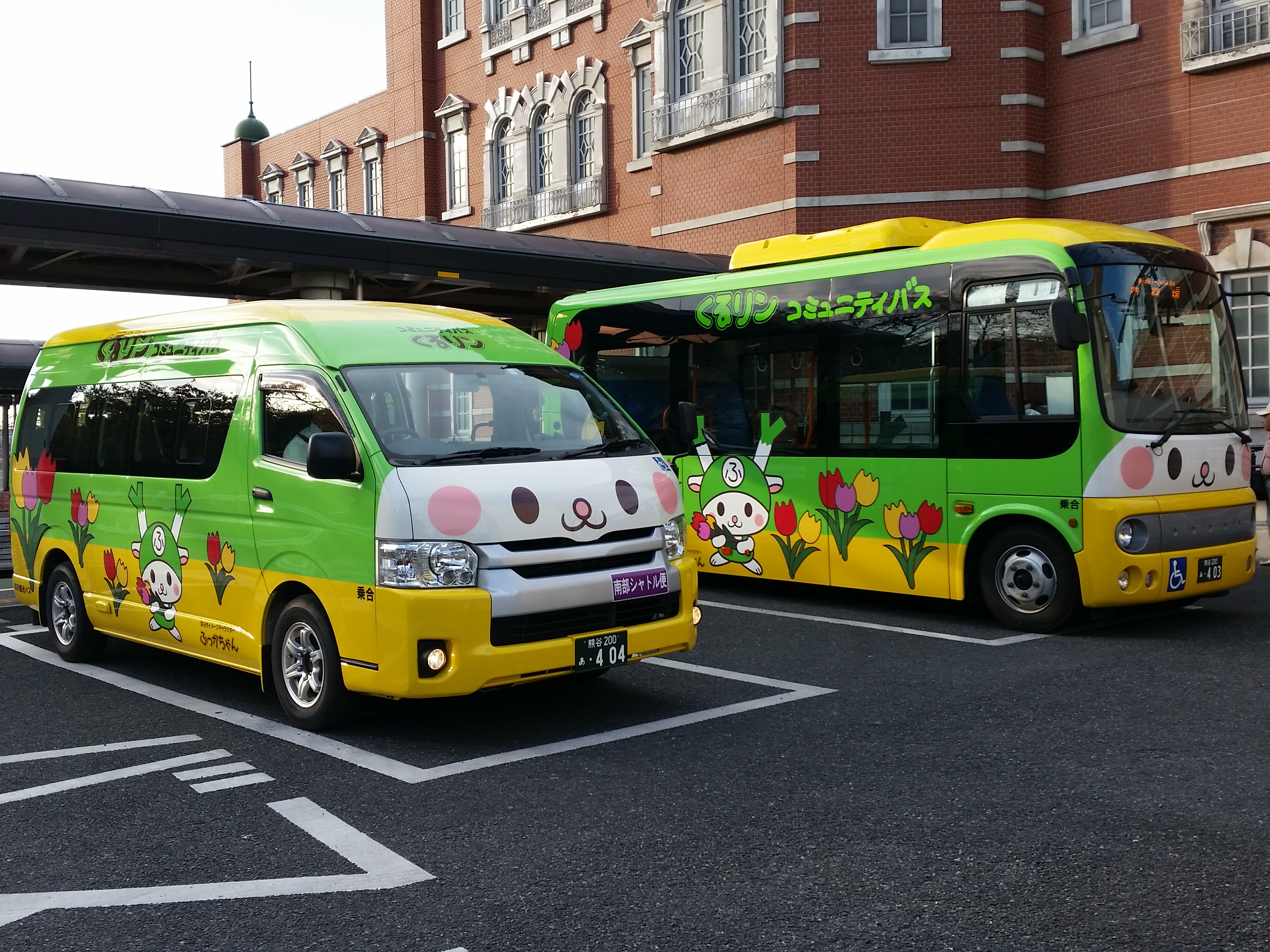
深谷市「くるリン」 過去の車両 トヨタ・ハイエース、日野・ポンチョ

## 協同グループ
以下の企業とともに協同グループを構成している。

### 株式会社協同
| 日野・レインボーIIメーカー純正CNG車と、株式会社協同によるCNG改造車の比較。屋根上のCNGボンベの位置と形状が異なる。左は尾道市営バスのメーカー純正CNG車、右は共同による港区コミュニティバス「ちぃばす」のCNG改造車。  |  | 日野・レインボーIIメーカー純正CNG車と、株式会社協同によるCNG改造車の比較。屋根上のCNGボンベの位置と形状が異なる。左は尾道市営バスのメーカー純正CNG車、右は共同による港区コミュニティバス「ちぃばす」のCNG改造車。 |
| 日野・レインボーIIメーカー純正CNG車と、株式会社協同によるCNG改造車の比較。屋根上のCNGボンベの位置と形状が異なる。 左は尾道市営バスのメーカー純正CNG車、右は共同による港区コミュニティバス「ちぃばす」のCNG改造車。 |  | |

株式会社協同（きょうどう）は、自動車の整備・販売を行う協同バスの関連会社である。自動車整備店としてロータスクラブに加盟し「ロータス協同」、自動車販売店としてジョイカルジャパンに加盟し「ジョイカル行田中央店」と、複数の看板を使い分けている。
CNG車への改造を行っており、フラットフィールド（神奈川県厚木市）と並び、コミュニティバス用の小型バス車両を中心に多数のCNG車改造を手がけていることでも知られる。そのため協同バスが運行受託するコミュニティバスでも、株式会社協同によるCNG改造車が多く使用されている。

メーカー純正によるCNG車と、フラットフィールドによるCNG改造車、株式会社協同によるCNG改造車は、それぞれCNGボンベの形状が異なっており、外観からも判別することが可能である。
主な改造車種は、日野・リエッセ、三菱ふそう・エアロミディME、エアロミディMJ、トヨタ・ハイエース、いすゞ・ジャーニー（日産・シビリアンのOEM車種）など。
日野・ポンチョ（2代目HX系）のCNG改造も行っており、協同バスが運行受託する久喜市内循環バス、上尾市内循環バス「ぐるっとくん」で導入している。株式会社協同に先駆けてCNGバスの改造を手掛けてきたフラットフィールドではポンチョの改造例はないため、全国的にも極めて珍しい仕様となっている。

#### フラットフィールドとの関係
フラットフィールドは1998年にバス車両のCNG改造を開始し、三菱ふそう・エアロミディMKを2台CNG改造して、株式会社協同の親会社である協同観光バス（現：協同バス）へ販売した。CNG車の導入にあたり、協同観光バスでは熊谷営業所にCNG充填施設（エコ・ステーション）を建設している。フラットフィールドから購入した2台のMKが協同観光バスの最初のCNG車であったが、協同観光バスではこれを企業送迎バスとして使用していた。
協同観光バスでは、フラットフィールドの改造車や国産メーカー純正車（日産ディーゼルRM・UA）、輸入車のクセニッツCITYなどのCNGバスを導入してきたが、株式会社協同がもともと自動車整備業者であったことから、2002年からは自社でCNG改造車の製造事業に乗り出すことになったのである。

#### 納入実績
株式会社協同が改造したCNG車は、協同バス以外が運行受託するコミュニティバスにも採用されている。以下にその一例を挙げる。運行受託事業者、車両の詳細については各路線の記事を参照。
- 埼玉県戸田市コミュニティバス「toco」
- 東京都港区コミュニティバス「ちぃばす」

### 大同貨物自動車株式会社
- 所在地：埼玉県行田市佐間1-26-45[13]
- 貨物自動車運送事業

### 過去の関連会社
- 株式会社協同観光バス - 協同バスへ吸収合併され消滅。
- みなとタクシー有限会社 - 鴻巣市吹上地区を拠点にタクシー事業を展開していたが、熊通タクシー吹上営業所に事業譲渡して廃業、2016年9月21日に法人清算完了[14]。